# Тарасенко, Евгений Владимирович
Евге́ний Влади́мирович Тарасе́нко (укр. Євген Володимирович Тарасенко; род. 3 марта 1983, Черкассы) — украинский футболист, защитник. Его младший брат Олег (1990 г. р.), также футболист.

## Биография

### Игровая карьера
Воспитанник черкасской ДЮСШ. Первый тренер — С. Г. Шевченко.
12 апреля 2009 года дебютировал в чемпионате Украины в матче «Металлист» — «Карпаты» (1:1). Первый гол в Премьер-лиги забил 16 мая 2009 года в матче «Карпаты» — «Динамо» (1:4). Также в сезоне 2008/09 сыграл девять игр за дубль «Карпат».
19 февраля 2011 года подписал контракт с одесским «Черноморцем», соглашение рассчитано на 1,5 года.

### Тренерская карьера
В октябре 2012 года был назначен играющим тренером «Славутича».